# L'Eden-Palace
Pour plus de détails, voir Fiche technique et Distribution.
L'Eden-Palace est un film français réalisé par Frédéric Compain, sorti en 1976.

## Synopsis
Louise, femme de ménage dans un petit cinéma de banlieue, invente un crime imaginaire et le raconte à son mari.

## Fiche technique
- Titre : L'Eden-Palace
- Réalisation : Frédéric Compain
- Scénario : Frédéric Compain et Christian Tronquet
- Musique : André Popp
- Photographie : François About, Armando Bernardi et Thierry Tronchet
- Montage : Frédéric Compain et Christian Tronquet
- Production : Ody Roos
- Société de production : Filmodie
- Pays :  France
- Genre : Drame
- Durée : 88 minutes
- Dates de sortie : 
  -  France : 1976

## Distribution
- Monique Frinchaboy : Louise
- Michel Goulu : Georges
- Olivier Hémon : Valreck
- Michael Lonsdale : Raoul
- François Roy : François
- Yves Lartigue : Le directeur
- Eric Hémon : Valreck n°2
- Abogui : Barthélemy
- Eric Chansard
- Gilles Ebersolt

## Accueil
Thomas Ferenczi pour Le Monde estime que le film remet en cause « structures traditionnelles du récit » quand Jean-Luc Douin pour Télérama trouve qu'il est « fait de bric et de broc et écrit sans le moindre souci pédagogique »

## Distinctions
Le film a été présenté dans la section Perspectives du cinéma français lors du Festival de Cannes 1977.